# Geneva (New York)
Geneva is een plaats (city) in de Amerikaanse staat New York, en valt bestuurlijk gezien onder Ontario County en Seneca County.

## Demografie
Bij de volkstelling in 2000 werd het aantal inwoners vastgesteld op 13.617.
In 2006 is het aantal inwoners door het United States Census Bureau geschat op 13.367, een daling van 250 (-1.8%).

## Geografie
Volgens het United States Census Bureau beslaat de plaats een oppervlakte van
15,1 km², waarvan 11,0 km² land en 4,1 km² water.

## Plaatsen in de nabije omgeving
De onderstaande figuur toont nabijgelegen plaatsen in een straal van 24 km rond Geneva.

## Geboren
- Julie St. Claire (10 juni 1970), actrice, filmproducente en filmregisseuse